# Luigi Carnacina
Luigi Carnacina (* 2. September 1888 in Rom; † 28. Oktober 1981 ebenda) war ein italienischer Koch und Autor zahlreicher Standardwerke zur Italienischen Küche.
Bereits im Alter von zwölf Jahren arbeitete Carnacina als Kellner und Küchenjunge in einem Gasthaus. Mit vierzehn verließ er Italien in Richtung Monte Carlo, wo er im Hotel Circo's mit Auguste Escoffier zusammentraf, dem er ins Hotel Savoy nach London folgte. 1920 ernannte ihn Escoffier zum Chef seines Restaurants „de l'Océan“ in Ostende. Im Folgenden war er Maître d’hôtel und ab 1933 Direktor in diversen Hotels in Europa und Übersee.
Seit 1957 war Carnacina als Autor aktiv und publizierte Kochbücher wie A la carte, La Grande Cucina, Il Carnacina und Il gourmet internazionale, die heute allgemein als Standardwerke der Italienischen und internationalen Küche gelten.
| Personendaten    | Personendaten                |
| ---------------- | ---------------------------- |
| NAME             | Carnacina, Luigi             |
| KURZBESCHREIBUNG | italienischer Koch und Autor |
| GEBURTSDATUM     | 2. September 1888            |
| GEBURTSORT       | Rom                          |
| STERBEDATUM      | 28. Oktober 1981             |
| STERBEORT        | Rom                          |